# Plastocerus ruficollis
Plastocerus ruficollis is een keversoort uit de familie Plastoceridae. De wetenschappelijke naam van de soort is voor het eerst geldig gepubliceerd in 1901 door Schwarz.